# Sekundärwald
Als Sekundärwald wird die Baumgesellschaft bezeichnet, die sich nach Zerstörung des Primär- oder Urwaldes durch die natürliche Sukzession bildet. Im Gegensatz hierzu steht der angepflanzte Nutzwald, dessen Baumartenzusammensetzung nicht auf natürlichem Wege zustande kommt. In tropischen Gebieten gibt es durch den dort traditionellen Wanderfeldbau einen großen Anteil an Sekundärwald. Bei unveränderten Umweltbedingungen wird sich Sekundärwald wieder zum ursprünglichen Schlussbestand entwickeln, sofern die Fläche an Urwald grenzt und die Klimaxbaumarten sich von dort aus wieder ansiedeln können. Die Dauer dieses Prozesses ist unter anderem von der Größe der entwaldeten abgegangenen Fläche abhängig.
In tropischen Regenwäldern unterscheidet sich der Sekundär- vom Primärwald augenfällig durch fehlende Übersteher, ein niedrigeres Kronendach und einen dichteren Unterwuchs. Seine biologische Vielfalt ist deutlich geringer.

## Belege
1. ↑  B.R. Ramesh, P.V. Karunakaran, Pierre Couteron, G. Muthu Sankar u. Danny Lo Seen: 3. Forest Types and Status: Ecological Characteristics and Impact of Disturbance, in Forest landscapes of the southern western Ghats, Institut Français de Pondichéry, Pondicherry (Indien) 2007, online, abgerufen am 23. März 2022, Gliederungsziffern 10–16, 20.
2. ↑  Débora Maria Cavalcanti Ferreira: Floristic checklist from an Atlantic Forest vegetation mosaic in Reserva Particular do Patrimônio Natural Fazenda Tabatinga, Pernambuco, Brazil, online, abgerufen am 15. März 2022.